# Champniers (Charente)
Champniers é uma comuna francesa na região administrativa da Nova Aquitânia, no departamento de Charente. Estende-se por uma área de 45,29 km². Em 2010 a comuna tinha 5 266 habitantes (densidade: 116,3 hab./km²).